# Famille Orseolo
 (août 2024).
La famille Orseolo est une famille patricienne vénitienne issue d'Orso Ipato. Elle donna quatre doges à la république de Venise.

## Armes

Armes des Orseolo.

Les armes de la famille se blasonnent ainsi d'azur à deux ours rampants et affrontés d'or s'entretouchant de leurs pattes.
Cimier : la toque du doge de Venise.

## Personnalités
- Pietro Orseolo, 23e doge de Venise accède au pouvoir après un coup d'État ;
- Pietro II Orseolo, 26e doge de Venise ;
- Ottone Orseolo, 27e doge de Venise ;
- Domenico Orseolo, proclamé par le peuple et sa famille, il doit fuir après l'élection légitime de Domenico Flabanico ;
- Frozza Orseolo, margravine d'Autriche par son mariage avec Adalbert d'Autriche.